# روبرت إيفان كينديل
روبرت إيفان كينديل (بالإنجليزية: Robert Evan Kendell)، الحاصل على رتبة الإمبراطورية البريطانية وزمالة كلية الأطباء الملكية وزمالة الكلية الملكية للأطباء النفسيين (من مواليد 28 مارس 1935 - وتُوفي في 19 ديسمبر 2002) هو طبيب ويلزي شغل منصب وزير الصحة في اسكتلندا 1991-96، ورئيس الكلية الملكية للأطباء النفسيين 1996-1999.

## خلفية
وُلد روبرت في 28 مارس 1935 في يوركشاير، وهو ابن لمعلمين اثنين وقضى بعض طفولته في ويلز. تلقى روبرت تعليمه في مدرسة ميل هيل في لندن ثم حصل على منحة دراسية إلى بيترهاوس، كامبريدج، حيث حصل على جائزة دوبل فيرست في تريبوس للعلوم الطبيعية. بعد دراسة الطب في مدرسة طب وطب أسنان كينغ وقضائه مدة وجيزة في الطب الباطني، انضم روبرت إلى مستشفى ماودسلي وتدرّب تحت إشراف السير أوبري لويس. حصل كينديل لاحقًا على ميدالية جاسكيل.
تم تعيينه وهو بعمر ال 38 رئيسًا لقسم الطب النفسي في جامعة إدنبرة. في عام 1986 تم تعيينه عميدًا لكلية الطب وخلال فترة أربع سنوات في هذا المنصب أشرف على فترة التوسع. تم تعيينه في عام 1991 كبيرًا للموظفين الطبيين في اسكتلندا. وفي عام 1997 انتخب رئيسًا لكلية الملكية للأطباء النفسيين وعمل لمدة ثلاث سنوات. وباعتباره كبير الموظفين الطبيين، فقد عمل على نشر الوعي حول تأثير النظام الغذائي والتدخين على الصحة، كما بذل جهودًا في مكافحة جنون البقر وفيروس نقص المناعة البشرية / الإيدز.

## الأبحاث
نشر كينديل أكثر من 200 ورقة خلال مسيرته، واستمر بعد تقاعده من العمل. وركز الكثير من عمله على تصنيف وتشخيص الاضطرابات النفسية

## الجوائز والتكريم
حصل روبرت على رتبة الإمبراطورية البريطانية في عام 2002، وانتخب زميلًا للجمعية الملكية في جامعة إدنبره. وحصل على وسام بول هوش من الجمعية الأمريكية للطب النفسي. ووسام مارسي. أصبح روبرت عضوًا في فريق الخبراء الاستشاري التابع لمنظمة الصحة العالمية المعني بالصحة العقلية لمدة 12 عاما.

## وقاته
توفي روبرت كينديل في 19 ديسمبر 2002، بسبب ورم في الدماغ لم يتم تشخيصه.